# Marit Paulsen
Marit Eli Paulsen (født Björnerud; den 24. november 1939, død 25. juli 2022) var en norsk-født svensk journalist, forfatter og politiker. Hun var medlem af Europaparlamentet (MEP) fra 1999 til 2004 og igen fra 2009 til 2015, valgt for Folkpartiet (indgår i parlamentsgruppen ALDE).

## Bøger oversat til dansk
- Paulsen, Marit (1972). Du, menneske?. Fremads folkebibliotek/Bogringen, nr. 250 (6. oplag udgave). Kbh.: Fremad. ISBN 87-557-0579-0.
- Paulsen, Marit (1974). Du ville græde, hvis du vidste : en bog om undertrykkelse. Fremads fokusbøger (3. oplag udgave). Kbh.: Fremad. ISBN 87-557-0478-6.
- Paulsen, Marit (1975). Retten til at være menneske. Fremads fokusbøger (3. oplag udgave). Kbh.: Fremad. ISBN 87-557-0598-7.
- Paulsen, Marit (1976). Forløsningen. Kbh.: Fremad. ISBN 87-557-0649-5.
- Paulsen, Marit (1978). Om familien Eriksson. Pupil-bøgerne (1. udgave, 1. oplag udgave). Kbh.: Forum. ISBN 87-553-0606-3.
- Paulsen, Marit (1979). Liden Ida. Kbh.: Hekla. ISBN 87-7474-000-8.
- Paulsen, Marit (1981). Syv slags blomster. Kbh.: Hekla. ISBN 87-7474-017-2.